# رود فریو

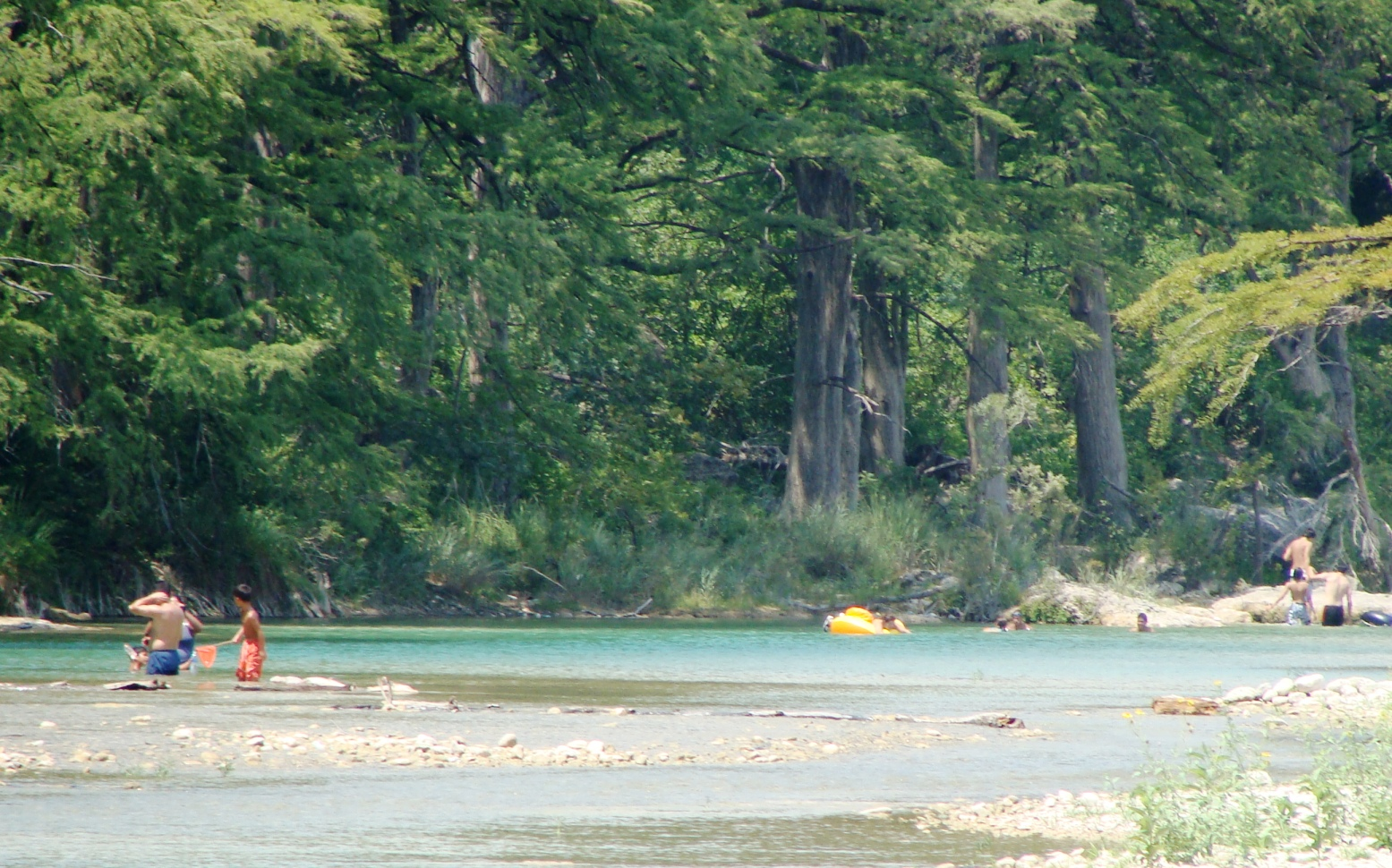
رود فریو.

رود فریو (به انگلیسی: Frio river) رودیست در ایالت تگزاس، و ۳۲۲ کیلومتر طول دارد.
پارک ایالتی گارنر در حوزه این رود قرار دارد.

## نگارخانه

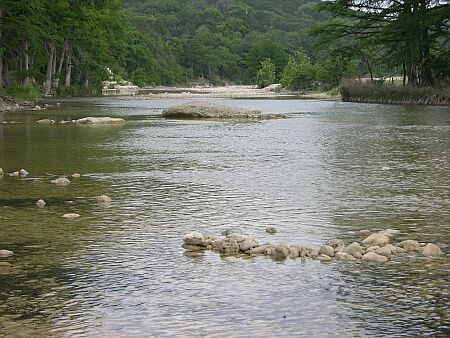
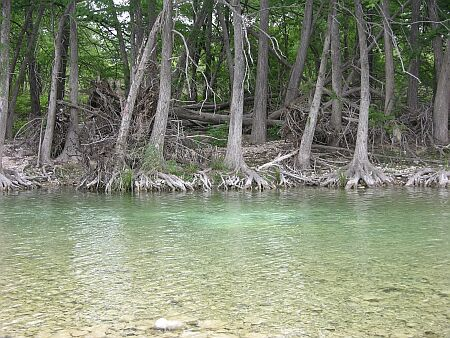
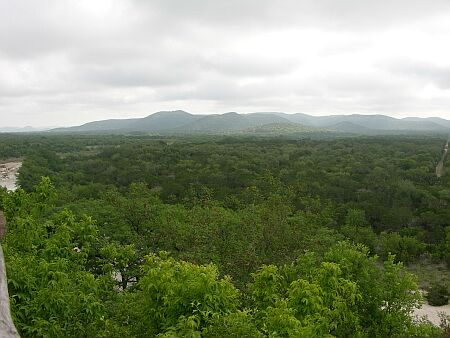
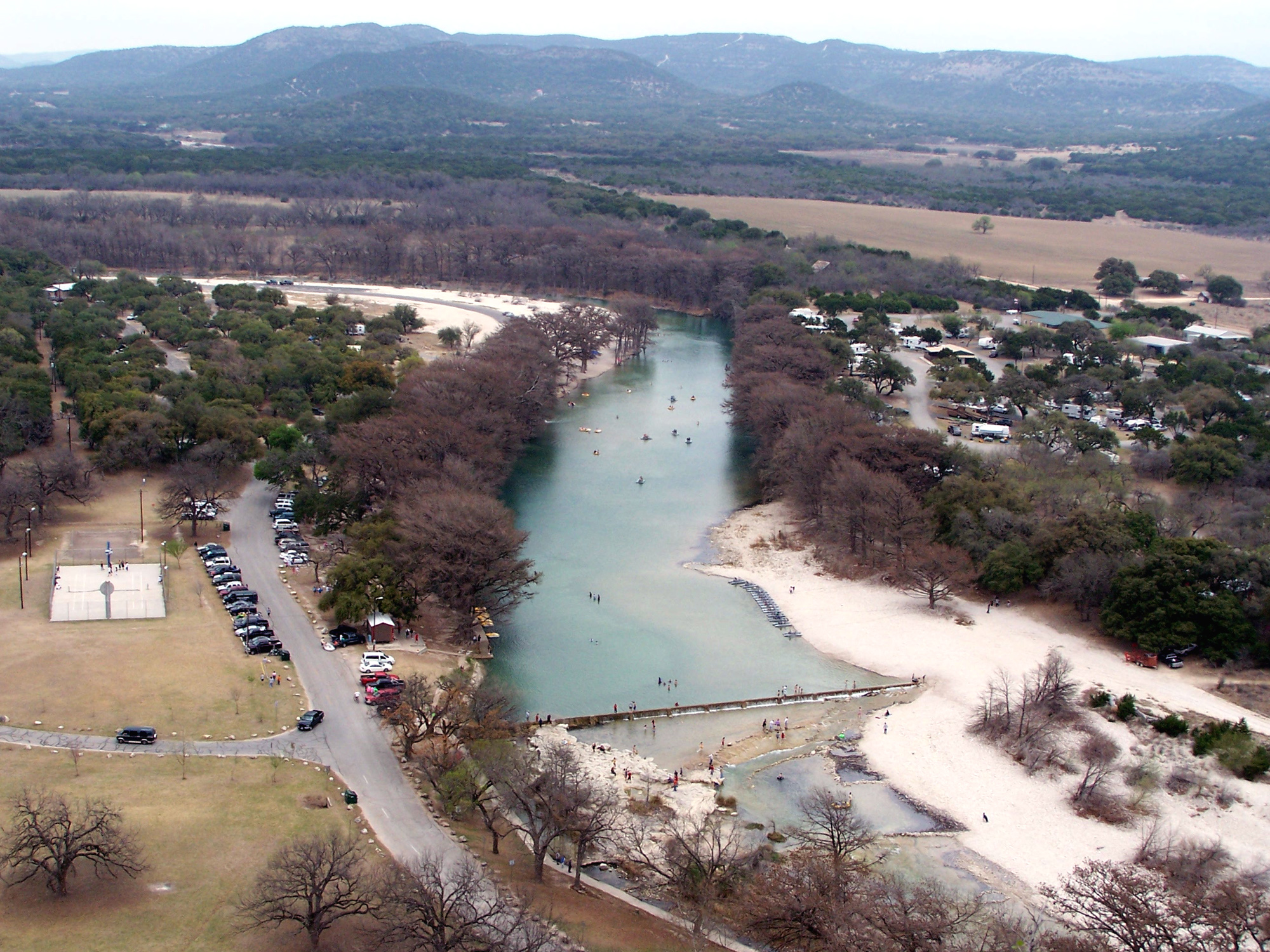